# 大野記念病院
大野記念病院（おおのきねんびょういん）は、社会医療法人寿楽会が大阪府大阪市西区南堀江に開設する第二次救急医療機関。一般病床250床以外に、腎臓病センターに人工透析用に84床を置く。

## 年表
- 1924年(大正13年)1月 - 初代院長大野良蔵が西区南堀江に外科大野病院を開設。
- 1945年(昭和20年) - 戦災により全焼。
- 1975年(昭和50年)1月 - 医療法人寿楽会を設立。
- 1989年(平成元年)10月 - 現在地へ移転し、大野記念病院へ改称。
- 1990年(平成2年)2月 - 大阪府救急告示医療機関の認定を受ける。
- 2013年(平成25年)1月 - 社会医療法人の認可を受ける。

## 診療科
(この節の出典)
- 内科
- 腎臓内科
- 循環器内科
- 消化器内科
- 糖尿病内科
- 呼吸器内科
- 外科
- 消化器外科
- 腫瘍外科
- 乳腺外科

- 肛門外科
- 整形外科
- 泌尿器科
- 脳神経外科
- 救急科
- リウマチ科
- リハビリテーション部
- 皮膚科
- 放射線科

## 病床
(この節の出典)
- 一般病棟173床
- 地域包括ケア病棟45床
- 障害者病棟28床
- ハイケアユニット4床

## 各種認定
- 保険医療機関
- 国民健康保険療養取扱機関
- 生活保護法指定医療機関
- 労災保険指定医療機関
- 労災アフターケア指定医療機関 （脊髄損傷,頭部頚部外傷症候群,尿道狭さく,慢性肝炎,振動障害）
- 結核指定医療機関
- 原子爆弾被爆者医療（原子爆弾被害者一般疾病医療取扱医療機関）
- 大阪市小児慢性疾患治療研究事業
- 大阪府小児慢性疾患治療研究事業
- 身体障害者福祉法15条第1項　じん臓機能障がい・ぼうこう直腸機能障がい・肝臓機能障がい
- 身体障害者福祉法19条の2第12項（更生医療）　腎臓に関する医療

## 交通アクセス
(この節の出典)
- Osaka Metro御堂筋線「なんば駅」徒歩8分
- Osaka Metro四つ橋線「なんば駅」徒歩6分
- Osaka Metro千日前線「桜川駅」徒歩3分
- Osaka Metro長堀鶴見緑地線「西大橋駅」徒歩6分
- 近畿日本鉄道・阪神電気鉄道「大阪難波駅」徒歩6分
- 阪神なんば線「桜川駅」徒歩10分
- 南海電気鉄道「難波駅」徒歩15分
- 西日本旅客鉄道（JR西日本）関西本線（大和路線）「JR難波駅」徒歩8分